# Climate Central
Climate Central er en nonprofit nyhedsorganisation, som laver analyser og rapporter om klima og klimatologi. Organisationen består af forskere og videnskabsjournalister og forsker i områder inden for klimaforandringer og energi samt producerer multimedieindhold, som sendes ud via deres hjemmeside og deres mediepartnere.
Climate Central er blevet inddraget i mange prominente amerikanske nyhedskilder, herunder The New York Times, Associated Press, Reuters Bureau, NBC Nightly News, CBS News, CNN, ABC News, Nightline (ABC Nyhedsprogram), Time Magazine, National Public Radio (NPR), Public Broadcasting Service (PBS), Scientific American, National Geographic, Science og The Washington Post.
Climate Centrals præsident, administrerende direktør og chefforsker er Benjamin Strauss  (valgt i april 2018 som erstatning for Paul Hanle).
I 2018 vandt Climate Central prisen "NCSE Friend of the Planet Award" (National Center for Science Educations "klodens ven"-pris).

## Historie
I oktober 2005 blev der afholdt en konference i Aspen, Colorado, hvor det akutte behov for en central og pålidelig kilde til information om klimaforandringerne blev understeget af mere end hundrede forskere, politiske beslutningstagere, journalister og ledere inden for både erhvervslivet, religion og civilsamfund. Konferencen var sponsoreret af Yale School of Forestry and Environmental Studies (Yale Universitetes afdeling for miljø- og skovdriftsstudier). En bred gruppe af klimaeksperter bekræftede senere det samme behov ved et møde i New York i november 2006, på foranledning af James Gustave Speth, Dekan for Yale School of Forestry and Environmental Studies. Omkring samme tidspunkt begyndte man i Palo Alto i Californien at organisere The 11th Hour Project, hvis formål var at popularisere troværdig information om løsninger til global opvarmning med hjælp fra forskere, entreprenører og investorer fra Silicon Valley.'
Disse møder affødte ideen til Climate Central, og i starten af 2008 begyndte organisationen at tage form med kapital fra The Flora Family Foundation og udviklingsfonde fra The 11th Hour Project. Den stiftende bestyrelse bestod bl.a. af Jane Lubchenco, Steven Pacala og Wendy Schmidt.'
Climate Central støtter også undervisning af meteorologer og tilbyder grafisk materiale om klimaet til tv-stationer. Climate Central tilskrives på denne baggrund en del af æren for, at der er en stigende billigelse af forskning i klimaforandringer blandt lokale eksperter, samt at de er blevet mere villige til at bruge dette grafiske materiale i deres udgivelser.